# Ганёнок
Ганёнок — посёлок в Панкрушихинском районе Алтайского края России. Входит в состав Зятьковского сельсовета.

## История
Основан в 1915 году. В 1926 году в посёлке имелось 63 хозяйства. В национальном составе населения того периода преобладали украинцы. В административном отношении являлся центром Ганёнковского сельсовета Панкрушихинского района Каменского округа Сибирского края.

## Население
| 1926 | 1997 | 1998 | 1999 | 2000 | 2001 |
| ---- | ---- | ---- | ---- | ---- | ---- |
| 309  | ↘121 | ↗135 | ↗136 | →136 | →136 |
| 2002 | 2003 | 2004 | 2005 | 2006 | 2007 |
| ↘109 | ↘85  | ↘55  | ↘45  | ↘41  | ↘36  |
| 2008 | 2009 | 2010 | 2011 | 2012 | 2013 |
| ↘26  | ↘23  | ↘14  | ↗15  | ↘5   | →5   |

Национальный состав
Согласно результатам переписи 2002 года, в национальной структуре населения русские составляли 94 %.